# Microsoft Small Basic
Microsoft Small Basic (або Small Basic; скор. MSB або SB) — мова програмування і середовище розробки, розроблена відділом компанії Microsoft — Microsoft DevLabs. Є зменшеною і спрощеною версією Visual Basic, яка призначена для початківців-розробників, охочих осягнути основи програмування в простій формі.

## Історія
Microsoft Small Basic розроблювався Microsoft DevLabs і був опублікований 23 жовтня 2008 року. Для підтримки проекту було запущено офіційний сайт smallbasic.com і почато офіційний блог Small Basic, де опубліковуються новини і нові версії.
- 23 жовтня 2008 року — вперше анонсований Small Basic версії 0.1. Згодом успішно проведено перші випробування з декількома дітьми середньої школи, більшість з яких — діти співробітників Microsoft. В той же день Війай Раї почав вести офіційний блог Small Basic на сайті MSDN[2].
- 17 грудня 2008 року анонсовано версію 0.2[3].
- 10 лютого 2009 року анонсовано версію 0.3[4].
- 14 квітня 2009 року анонсовано версію 0.4[5].
- 16 червня 2009 року анонсовано версію 0.5[6].
- 19 серпня 2009 року анонсовано версію 0.6.
- 23 жовтня 2009 року під час першої річниці Small Basic анонсовано версію 0.7.
- 4 лютого 2010 року анонсовано версію 0.8.
- 11 червня 2010 року анонсовано версію 0.9.
- 4 липня 2011 року на блозі Small Basic користувач LitDev розпочав щомісячні змагання — Випробування Місяця[7].
- 12 липня 2011 року анонсовано версію 1.0.
- 25 вересня 2012 року Ной Бачер відновив офіційний блог Small Basic.
- 3 жовтня 2012 року Ед Прайс почав писати на блозі Small Basic.
- 16 жовтня 2012 року розпочато конкурс TechNet Wiki[8].
- 2 червня 2013 року розпочато щомісячне гуру-змагання TechNet.
- 26 березня 2014 року створено громадську раду Small Basic.
- 25 квітня 2014 року створено Small Basic акаунт в Twitter.
- 27 березня 2015 року анонсовано версію 1.1.
- 7 квітня 2015 року анонсовано офіційне доповнення Kinect.

## Переваги і недоліки
Переваги: 
- Просте середовище розробки — текстовий редактор з багатофункціональною підказкою і кілька кнопок для редагування тексту і запуску програм.
- Простий синтаксис мови.
- Вбудована в середовище розробки контекстна документація по всіх елементах мови.
- Можливість розширення компонентів Small Basic для включення додаткового функціоналу.

 Недоліки: 
- Мала функціональність мови.
- Значна відмінність синтаксису мови від інших.

## Мова програмування

### Синтаксис

#### Оператори переходу

##### For—цикл із лічильником
Цикл із лічильником — цикл, у якому деяка змінна змінює своє значення від заданого початкового значення до кінцевого значення з деяким кроком, і для кожного значення цієї змінної тіло циклу виконується один раз. У Small Basic використовується формула For — To — Step — EndFor.
Синтаксис:
```
For
 i 
To
 e 
Step
 s
'Тіло циклу

EndFor
```

В тілі циклу можна використовувати будь-які змінні інших частин програми і навпаки.
Змінні:
- i — початкове значення лічильника, можливо задати в самій команді (For i = 0 ...);
- e — межове значення лічильника;
- s — крок, за замовчуванням дорівнює 1 (Функцію Step можна пропустити).

Функці:
Прочитавши команду For програма перевіряє чи істинне рівняння e > i. Якщо рівняння істинне, то програма виконує команди написані в тілі циклу і збільшує значення лічильника (i) на крок(s) — i = i + s, а після команди EndFor повертається до команди For даного циклу. Якщо не істинне, то переходить на рядок після команди EndFor.
Якщо надати змінній s нульове або від'ємне значення, то цикл виконується нескінчену кількість разів, що іноді використовується, хоча більш логічно використовувати оператор Goto.
Альтернативні варіанти:
- Оператор For можна замінити за допомогою If і Goto: Програма з For:

```
For i = 0 To 2 Step 1
TextWindow.WriteLine(i)
EndFor
TextWindow.WriteLine(i)
```

Та ж сама програма без оператора For:
```
i = 0
e = 2
s = 1
startfor:
If e >= i Then
TextWindow.WriteLine(i)
i = i + s
Goto startfor
EndIf
TextWindow.WriteLine(i)
```

##### Goto—безумовний перехід
Безумовний перехід (англ. unconditional branch) — перехід у задану точку програми без перевірки виконання будь-яких умов. У Small Basic використовується формула мітка — Goto.
Синтаксис:
```
label
:

'Інші команди

Goto
 label
```

- label — мітка;

Функція: Основна стаття: Безумовний перехід
Прочитавши команду Goto label програма читає команди після мітки, яка складається з назви і двокрапки — label:. При цьому у переходу не може бути більше однієї мітки і ця мітка повинна стояти перед Goto.
У найпростішому вигляді Goto можна використовувати як нескінчений цикл замість команди For або While.

##### If—умовний перехід
Умовний перехі́д (англ. conditional branch) — зміна послідовності виконання операторів програми в залежності від результату перевірки деякої умови. В Small Basic використовується формула If — Then — EndIf.
Синтаксис:
```
If
 
рівняння
 
Then

'Інші команди

ElseIf
 
рівняння
 
Then

'Інші команди

Else

'Інші команди

EndIf
```

Функція:
Перша команда If рівняння Then задає умову. Якщо умова істина, то програма виконує команди починаючи з наступного рядка. Якщо ні — то переходить до наступного підблоку в блоку If (ElseIf або Else) або продовжує виконувати команди після блоку If, якщо це EndIf. Аналогічні ElseIf і Else можливо опустити.
Команда ElseIf рівняння Then використовується при необхідності перевірки двох чи більше умов і може повторюватися. Працює так-само як і If.
Команда Else використовується при необхідності виконання будь-яких команд при невиконані всіх умов в підблоках If і ElseIf.
Оператори порівняння: В рівняннях використовуються оператори порівняння для порівняння двох виразів.
| Оператор | Умова  | Істина                                    | Брехня                            |
| -------- | ------ | ----------------------------------------- | --------------------------------- |
| >        | a > b  | значення a більше значення b              | значення a менше значення b       |
| <        | a < b  | значення a менше значення b               | значення a більше значення b      |
| =        | a = b  | значення a дорівнює значенню b            | значення a не дорівнює значенню b |
| <>       | a <> b | значення a не дорівнює значенню b         | значення a дорівнює значенню b    |
| >=       | a >= b | значення a більше або дорівнює значенню b | значення a менше значення b       |
| <=       | a <= b | значення a менше або дорівнює значенню b  | значення a більше значення b      |

Логічні оператори: Логічні оператори використовуються для маніпуляцій з одним або декількома операторами порівняння:
- And — логічне «і», потребує виконання обох умов, пишеться між двома умовами.
- Or — логічне «або», потребує виконання будь-якої умови, пишеться між двома умовами.
- Not — логічне «не», потребує невиконання даної умови, пишеться перед умовою.

##### Інші
- Sub — підпрограма.
- While — цикл з передумовою

#### Основні оператори
- Array — робота з масивами;
- Clock — час;
- Controls — елементи контролю;
- Desktop — робота з робочим столом;
- Dictionary — англійський і французький інтернет-словники;
- File — робота з файлами;
- Flickr — інтернет-сервіс Flickr;
- GraphicsWindow — графічне вікно;
- ImageList — робота з фотографіями;
- Math — математичні формули;
- Mouse — робота з курсором;
- Network — робота з Інтернетом;
- Program — особливі дії з програмою;
- Shapes — графічні фігури;
- Sound — робота з музичними файлами;
- Stack — стек;
- TextWindow — текстове вікно;
- Text — робота з текстом;
- Timer — таймер;
- Turtle — графічна черепашка.

### Програма«Hello world!»
```
TextWindow.WriteLine("Hello world!")

```